# Skärsjön (Nydala socken, Småland)
Skärsjön är en sjö i Värnamo kommun i Småland och ingår i Lagans huvudavrinningsområde. Sjön är 5,8 meter djup, har en yta på 0,255 kvadratkilometer och befinner sig 176 meter över havet. Sjön avvattnas av vattendraget Skärsjöbäcken. Vid provfiske har abborre och gädda fångats i sjön.

## Delavrinningsområde
Skärsjön ingår i det delavrinningsområde (635082-140673) som SMHI kallar för Mynnar i Ruskån. Medelhöjden är 202 meter över havet och ytan är 27,8 kvadratkilometer. Det finns inga delavrinningsområden uppströms utan avrinningsområdet är högsta punkten. Skärsjöbäcken som avvattnar avrinningsområdet har biflödesordning 3, vilket innebär att vattnet flödar genom totalt 3 vattendrag innan det når havet efter 195 kilometer. Delavrinningsområdet består mestadels av skog (69 %) och sankmarker (18 %). Avrinningsområdet har 0,39 kvadratkilometer vattenytor vilket ger det en sjöprocent på 1,4 %.